# Sermaize-les-Bains
Sermaize-les-Bains is een gemeente in het Franse departement Marne (regio Grand Est). De plaats maakt deel uit van het arrondissement Vitry-le-François. Sermaize-les-Bains telde op 1 januari 2022 1.752 inwoners.

## Geografie
De oppervlakte van Sermaize-les-Bains bedroeg op 1 januari 2022 17,69 vierkante kilometer; de bevolkingsdichtheid was toen 99 inwoners per km².

## Demografie
Onderstaande figuur toont het verloop van het inwonertal (bron: INSEE-tellingen).